# Вади-эль-Аюн
Вади-эль-Аюн (араб. وادي العيون‎) — город на западе Сирии, расположенный на территории мухафазы Хама. Входит в состав района Масьяф. Является центром одноимённой нахии.

## Географическое положение
Город находится в юго-западной части мухафазы, на восточных склонах хребта Ансария, в пределах одноимённой долины, на высоте 508 метров над уровнем моря.

Вади-эль-Аюн расположен на расстоянии приблизительно 48 километров (по прямой) к западу-юго-западу (WSW) от Хамы, административного центра провинции и на расстоянии 159 километров к северо-северо-западу (NNW) от Дамаска, столицы страны.

## Население
По данным официальной переписи 2004 года численность населения города составляла 3371 человек (1714 мужчин и 1657 женщин). Насчитывалось 775 домохозяйств. В конфессиональном составе населения преобладают алавиты.

## Транспорт
Ближайший гражданский аэропорт — Международный аэропорт имени Басиля Аль-Асада.